# Thomas Sadoski
Thomas Sadoski (New Haven (Connecticut), 1 juli 1976) is een Amerikaans acteur.

## Biografie
Sadoski werd geboren in New Haven (Connecticut), en groeide op in New Haven en College Station (Texas). Sadoski heeft voor een semester aan de University of North Texas in Denton (Texas) gestudeerd. Hierna ging hij studeren aan de Circle in the Square Theatre School in New York waar hij in 1998 zijn diploma haalde. Hij begon met acteren in off-Broadway theaters.
Sadoski was getrouwd, maar het stel scheidde in 2015.

## Filmografie

### Films
Uitgezonderd korte films.
- 2024: Lilly - als Jon Goldfarb
- 2022: Devotion - als Dick Cevoli
- 2022: 88 - als Ira Goldstein
- 2020: Killing Eleanor - als Greg
- 2020: The Mimic - als de verteller
- 2017: John Wick: Chapter 2 – Jimmy
- 2017: The Last Word – Robin Sands
- 2015: The Dramatics: A Comedy – Gordon Bullard
- 2015: I Smile Back – Donny
- 2014: John Wick – Jimmy
- 2014: Wild – Paul
- 2014: Take Care – Devon
- 2012: 30 Beats – speechschrijver Julian
- 2009: Circledrawers – Joe
- 2008: The New Twenty – Felix Canavan
- 2004: Company K – Richard Mundy
- 2004: Winter Solstice – Chris Bender
- 2003: Happy Hour – Scott
- 2000: Loser – Chris

### Televisieseries
Uitgezonderd eenmalige gastrollen.
- 2024: American Sports Story - als Brian Murphy (5 afl.)
- 2023: The Crowded Room - als Matty Dunne (6 afl.)
- 2020: Tommy - als Buddy Gray (9 afl.)
- 2015–2019: Life in Pieces – Matt (79 afl.)
- 2015 The Slap – Gary (8 afl.)
- 2012–2014: The Newsroom – Don Keefer (25 afl.)
- 2013–2014: Law & Order: Special Victims Unit – Nate Davis (2 afl.)
- 2007: As the World Turns – Jesse Calhoun (8 afl.)

- International Standard Name Identifier: 0000 0000 7115 8631
- Library of Congress Control Number: no2009137874
- MusicBrainz: cb87e2a2-7603-4551-a7fc-8bf54f1b227e
- Nationale Bibliotheek van Tsjechië: xx0211779
- Virtual International Authority File: 100739877
- WorldCat: E39PBJvt6cJF4t4BYCRv8cV9jC